# Championnat de Grèce de football 2001-2002
Navigation
Saison précédente Saison suivante
La saison 2001-2002 du Championnat de Grèce de football était la 54e édition de la première division grecque.
Lors de cette saison, l'Olympiakos, quintuple tenant du titre, a tenté de conserver son titre de champion de Grèce face aux treize meilleurs clubs grecs lors d'une série de matchs se déroulant sur toute l'année. Les quatorze clubs participants au championnat ont été confrontés à deux reprises aux treize autres. À la suite du passage à 16 clubs en fin de saison, il n'y a qu'un relégué pour trois clubs promus de Beta Ethniki.
À l'issue de la saison, l'Olympiakos termine en tête pour la 6e saison consécutive et remporte le championnat de Grèce pour la 31e fois de son histoire. Le titre s'est joué avec l'AEK Athènes, qui termine à égalité de points, mais qui a perdu ses deux confrontations avec l'Olympiakos (3-2 et 4-3).

## Qualifications en Coupe d'Europe
À l'issue de la saison, le club champion se qualifie pour la Ligue des champions 2002-2003 tout comme le vice-champion. Le vainqueur de la Coupe de Grèce est désormais qualifié pour la Coupe UEFA 2002-2003, tout comme les clubs classés 3e, 4e et 5e à l'issue de la saison (Si le vainqueur de la Coupe finit à l'une de ces places, c'est le club classé 6e qui se qualifie pour cette compétition). Cette saison, un club est qualifié pour la Coupe Intertoto 2002.

## Les 14 clubs participants
| Club                | Classement 2000-2001 | Stade                          | Capacité | Ville         |
| ------------------- | -------------------- | ------------------------------ | -------- | ------------- |
| AEK Athènes         | 3                    | Stade Olympique                | 71 030   | Athènes       |
| Akratitos Liosion   | Beta Ethniki         | Stade Yannis Pathiakakis       | 5 000    | Áno Liósia    |
| Aris Salonique      | 7                    | Stade Harilaou                 | 18 308   | Salonique     |
| AO Aigáleo          | Beta Ethniki         | Stade Stavros Mavrothalassitis | 18 000   | Aigáleo       |
| Ethnikos Asteras    | 10                   | Stade Michalis Kritikopoulos   | 4 851    | Kaisariani    |
| Ionikos Le Pirée    | 6                    | Stade Dimotico-Neapoli         | 6 300    | Le Pirée      |
| Iraklis Salonique   | 5                    | Stade Kaftantzoglio            | 28 000   | Thessalonique |
| OFI Crete           | 12                   | Stade Pankritio                | 26 240   | Heraklion     |
| Olympiakos Le Pirée | 1                    | Stade Karaiskaki               | 33 334   | Le Pirée      |
| Panachaiki          | 11                   | Stade Pampeloponnisiako        | 23 588   | Patras        |
| Panathinaikos       | 2                    | Stade Olympique                | 71 030   | Athènes       |
| Panionios           | 9                    | Stade Nea Smyrnis              | 11 700   | Athènes       |
| PAOK Salonique      | 4                    | Stade de Toúmba                | 28 701   | Thessalonique |
| AO Xanthi           | 8                    | Stade de Xanthi                | 7 422    | Xanthi        |

## Compétition

### Classement
Le barème de points servant à établir le classement se décompose ainsi :
- Victoire : 3 points
- Match nul : 1 point
- Défaite, forfait ou abandon du match : 0 point

| Rang | Équipe                | Pts | J  | G  | N  | P  | Bp | Bc | Diff |
| ---- | --------------------- | --- | -- | -- | -- | -- | -- | -- | ---- |
| 1    | Olympiakos (T)        | 58  | 26 | 17 | 7  | 2  | 69 | 30 | +39  |
| 2    | AEK Athènes (C)       | 58  | 26 | 19 | 1  | 6  | 65 | 28 | +37  |
| 3    | Panathinaikos         | 55  | 26 | 16 | 7  | 3  | 53 | 25 | +28  |
| 4    | PAOK Salonique        | 48  | 26 | 14 | 6  | 6  | 55 | 45 | +10  |
| 5    | AO Xanthi             | 42  | 26 | 12 | 6  | 8  | 34 | 26 | +8   |
| 6    | Iraklis Salonique     | 36  | 26 | 9  | 9  | 8  | 32 | 35 | -3   |
| 7    | Panionios             | 35  | 26 | 8  | 11 | 7  | 37 | 33 | +4   |
| 8    | OFI Crete             | 33  | 26 | 9  | 6  | 11 | 32 | 35 | -3   |
| 9    | Aris Salonique        | 29  | 26 | 7  | 8  | 11 | 25 | 34 | -9   |
| 10   | AO Aigáleo (P)        | 26  | 26 | 7  | 5  | 14 | 27 | 46 | -19  |
| 11   | Akratitos Liosion (P) | 23  | 26 | 6  | 5  | 15 | 29 | 41 | -12  |
| 12   | Ionikos Le Pirée      | 22  | 26 | 5  | 7  | 14 | 21 | 47 | -26  |
| 13   | Panachaiki            | 18  | 26 | 3  | 9  | 14 | 26 | 55 | -29  |
| 14   | Ethnikos Asteras      | 17  | 26 | 4  | 5  | 17 | 19 | 44 | -25  |

| Légende : Qualifications et relégations | Légende : Qualifications et relégations                                                                        |
| --------------------------------------- | --- |
|                                         | Ligue des champions 2002-2003 (phase de groupes)                                                               |
|                                         | Ligue des champions 2002-2003 (3e tour préliminaire)                                                           |
|                                         | Coupe UEFA 2002-2003                                                                                           |
|                                         | Coupe Intertoto 2002                                                                                           |
|                                         | Relégué en Beta Ethniki                                                                                        |
|                                         | (T) : Tenant du titre 2000-2001 (C) : Vainqueurs de la Coupe de Grèce de football (P) : Promus de Beta Ethniki |

### Matchs
| Résultats (▼dom., ►ext.)                                   | AEK | Aig | Akr | Ari | EtA | Ira | Ion | Oly | OFI | Pao | Pnc | Pnn | PAO | Xan |
| AEK Athènes                                                |     | 4-0 | 3-0 | 4-2 | 1-0 | 3-0 | 4-0 | 2-3 | 3-0 | 2-0 | 4-1 | 2-1 | 6-2 | 2-0 |
| AO Aigáleo                                                 | 1-3 |     | 2-1 | 0-0 | 1-0 | 2-1 | 2-2 | 3-4 | 0-0 | 1-4 | 2-1 | 0-1 | 2-1 | 1-0 |
| Akratitos Liosion                                          | 0-1 | 0-1 |     | 0-1 | 1-0 | 3-0 | 2-0 | 2-3 | 1-2 | 0-0 | 3-1 | 1-4 | 1-2 | 2-0 |
| Aris Salonique                                             | 0-3 | 1-0 | 0-1 |     | 4-2 | 1-1 | 1-0 | 1-5 | 1-0 | 0-0 | 1-1 | 1-1 | 2-3 | 1-1 |
| Ethnikos Asteras                                           | 2-0 | 1-0 | 2-1 | 2-2 |     | 1-2 | 1-0 | 2-4 | 2-3 | 1-2 | 1-1 | 0-2 | 1-3 | 0-0 |
| Iraklis Salonique                                          | 3-2 | 2-0 | 1-1 | 2-1 | 0-0 |     | 3-0 | 1-1 | 1-1 | 2-1 | 3-0 | 1-1 | 3-1 | 1-1 |
| Ionikos Le Pirée                                           | 1-2 | 1-1 | 2-1 | 1-0 | 1-0 | 1-1 |     | 0-2 | 2-1 | 0-2 | 0-2 | 1-1 | 1-1 | 1-1 |
| Olympiakos                                                 | 4-3 | 3-0 | 2-2 | 0-1 | 6-0 | 3-0 | 5-0 |     | 3-0 | 2-2 | 4-0 | 2-0 | 3-2 | 1-1 |
| OFI Crete                                                  | 0-1 | 2-1 | 1-0 | 1-2 | 2-0 | 1-0 | 4-0 | 1-1 |     | 0-1 | 2-2 | 0-0 | 4-1 | 0-1 |
| Panathinaikos                                              | 2-0 | 2-1 | 1-0 | 2-1 | 1-0 | 2-1 | 5-3 | 1-1 | 5-1 |     | 8-0 | 2-1 | 1-2 | 3-1 |
| Panachaiki                                                 | 0-1 | 5-3 | 1-1 | 1-0 | 0-0 | 1-1 | 0-2 | 1-3 | 1-2 | 0-0 |     | 1-1 | 3-3 | 1-3 |
| Panionios                                                  | 2-6 | 0-0 | 2-2 | 1-0 | 4-0 | 0-1 | 2-2 | 3-1 | 1-1 | 2-2 | 2-0 |     | 1-1 | 2-0 |
| PAOK Salonique                                             | 3-2 | 3-1 | 6-3 | 1-1 | 2-1 | 3-0 | 2-0 | 1-1 | 3-2 | 2-2 | 3-2 | 3-1 |     | 1-0 |
| AO Xanthi                                                  | 1-1 | 4-2 | 3-0 | 1-0 | 1-0 | 4-1 | 1-0 | 1-2 | 2-1 | 1-2 | 2-0 | 3-1 | 1-0 |     |
| - Victoire à domicile - Match nul - Victoire à l'extérieur |     |     |     |     |     |     |     |     |     |     |     |     |     |     |

## Bilan de la saison
| Tableau d'Honneur                |              |
| Compétition                      | Vainqueur    |
| Championnat de Grèce de football | Olympiakos   |
| Coupe de Grèce de football       | AEK Athènes  |
| Supercoupe de Grèce de football  | non disputée |

| Qualifications européennes 2002-2003  |                                                          |
| Ligue des champions 2002-2003         | Qualifiés                                                |
| Phase de groupes 3e tour préliminaire | Olympiakos AEK Athènes                                   |
| Coupe UEFA 2002-2003                  | Qualifiés                                                |
| 1er tour                              | Panathinaikos PAOK Salonique AO Xanthi Iraklis Salonique |
| Coupe Intertoto 2002                  | Qualifié                                                 |
| 3e tour préliminaire                  | AO Aigáleo                                               |

| Promotions et relégations |                                          |
| Relégués en Beta Ethniki  | Ethnikos Asteras                         |
| Promus de Beta Ethniki    | PAS Giannina GS Kallithea AO Proodeftiki |

## Statistiques

### Meilleurs buteurs
| # | Buteurs               | Clubs          | Nb de Buts |
| - | --------------------- | -------------- | ---------- |
| 1 | Alexandros Alexandris | Olympiakos     | 19         |
| 2 | Demis Nikolaidis      | AEK Athènes    | 17         |
| 3 | Vasilios Tsiartas     | AEK Athènes    | 16         |
| 4 | Giorgios Georgiadis   | PAOK Salonique | 15         |
| 5 | Abderrahim Ouakili    | AO Xanthi      | 14         |
| 6 | Predrag Djordjevic    | Olympiakos     | 13         |
| 6 | Goran Vlaović         | Panathinaikos  | 13         |